# 内藤政璟
内藤 政璟（ないとう まさあきら）は、江戸時代中期から後期にかけての大名。陸奥国湯長谷藩9代藩主。官位は従五位下・播磨守。

## 略歴
天明5年（1785年）10月17日、肥前国唐津藩主・水野忠鼎の十男として誕生。寛政11年（1799年）に8代藩主・内藤政偏が若死にしたため、養子として跡を継いだ。同時に叙任している。しかし藩政においては文政3年（1820年）に水害、翌文政4年（1821年）には旱魃と多難を極めた。このような中で文政7年（1824年）8月23日、家督を養子・政民に譲って隠居した。
天保7年（1836年）8月23日に死去した。享年52。

## 系譜
父母
- 水野忠鼎（実父）
- 内藤政偏（養父）

正室
- 内藤政為の娘

養子
- 内藤政民  ー 酒井忠徳の五男
- 朔 ー 内藤政民正室、水野忠光の娘